# Landsat 7

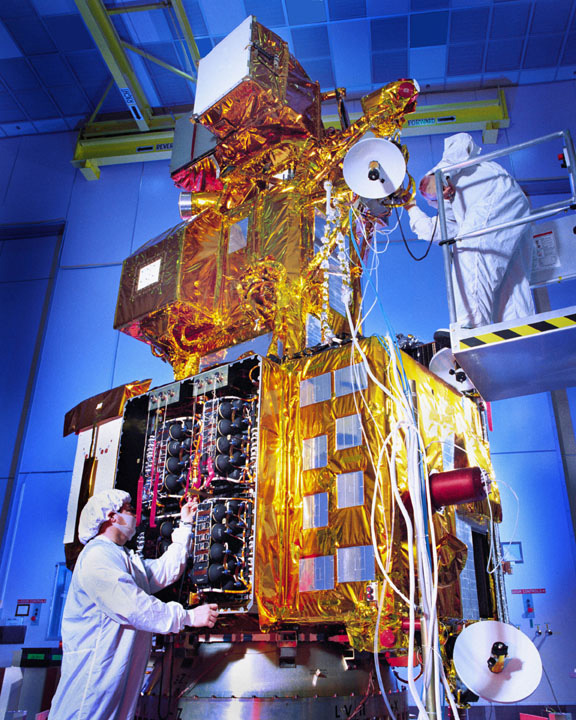
Landsat 7

Landsat 7 è un satellite per telerilevamento, penultimo del programma Landsat in ordine di lancio.

## Storia
Venne lanciato in orbita da un razzo vettore Delta II il 15 aprile 1999. L'obiettivo principale del Landsat 7 è quello di aggiornare l'archivio globale di immagini satellitari, fornendolo di immagini recenti e prive di copertura nuvolosa. Nonostante il programma Landsat sia gestito dalla NASA, i dati raccolti dal Landsat 7 sono raccolti e distribuiti dall'USGS (acronimo di United States Geological Survey - l'agenzia scientifica del governo degli Stati Uniti costituita per lo studio del territorio, delle risorse naturali e dei rischi che lo minacciano). Il progetto NASA World Wind permette che le immagini tridimensionali fornite dal Landsat 7 siano liberamente visibili su internet.

## Specifiche tecniche
Il Landsat 7 è un satellite per il telerilevamento progettato con un'aspettativa di vita di circa cinque anni. Ha la possibilità di acquisire e trasmettere a terra fino a 532 immagini al giorno. Orbita attorno al nostro pianeta secondo una traiettoria polare e eliosincrona che gli permette di scandire l'intero globo terrestre in circa 16 giorni (232 rivoluzioni). La sua altitudine varia tra i 700 e 710 km. Il satellite pesa 1973 kg, è lungo 4,04 metri e ha un diametro di 2,74 metri. A differenza dei suoi predecessori, il Landsat 7 ha una memoria allo stato solido di 378 gigabit, che permette di memorizzare all'incirca un centinaio di immagini. Lo strumento di bordo principale è l'ETM+ (Enhanced Thematic Mapper Plus).